# Гюстер
Гюстер (нем. Güster) — община в Германии, в земле Шлезвиг-Гольштейн.
Входит в состав района Герцогство Лауэнбург. Подчиняется управлению Бюхен. Население составляет 1281 человек (на 31 декабря 2010 года). Занимает площадь 7,78 км².